# Frontlevenroute
De Frontlevenroute is een bewegwijzerde toeristische autoroute in de Westhoek in Vlaanderen. De 85,9 km lange route is bewegwijzerd met bruin-witte zeshoekige borden. De route loopt langs Poperinge, Roesbrugge-Haringe, Wijtschate, Loker, Westouter, Reningelst.